# Mariene ecoregio Opwelling Golf van Guinee
De Mariene ecoregio Opwelling Golf van Guinee (82) (Engels: Gulf of Guinea Upwelling marine ecoregion) is een biogeografische regio en ligt in het oosten van de Atlantische Oceaan in de Mariene provincie Golf van Guinee (17) in het Marien rijk Tropische Atlantische Oceaan. De mariene ecoregio is vastgesteld door het World Wide Fund for Nature en The Nature Conservancy en is vernoemd naar de Golf van Guinee en de Opwelling.
In het oosten grenst het gebied aan de mariene ecoregio Centrale Golf van Guinee (83) en in het westen aan de mariene ecoregio Westelijke Golf van Guinee (81).

## Geografie
De mariene ecoregio ligt in het oosten van de Atlantische Oceaan voor de zuidkust van Ivoorkust en Ghana. Het gebied in de Golf van Guinea strekt zich uit van de monding van de Cavally op de grens van Liberia met Ivoorkust tot aan de stad Accra en omvat onder andere ook de lagunes van Ivoorkust.
Door het gebied stroomt de Guineestroom.

## Biogeografie
Het gebied kent zeeleven dat houdt van tropische temperaturen.